# Публій Корнелій Сципіон (консул 56 року)
Пу́блій Корне́лій Сципіо́н (лат. Publius Cornelius (Lentulus?) Scipio; 20 — після 56 року) — політичний діяч ранньої Римської імперії, консул 56 року.

## Життєпис
Походив з патриціанського роду Корнеліїв, його гілок Лентулів та Сципіонів (за жіночою лінією). Син Публія Корнелія Лентула Сципіона, консула-суффекта 24 року. Про його молоді роки збереглося мало відомостей.
У 56 році його було обрано консулом разом із Квінтом Волузієм Сатурніном. Суттєвої ролі у політичному житті імперії не відігравав й після своєї каденції значних посад не займав. Після цього відомостей про подальшу долю його не збереглося.